# Nesimetrija vzgona
Nesimetrija vzgona (ang. Dissymmetry of lift) je aerodinamični pojav na helikopterjih in drugih rotorskih zrakoplovih. Vpliva na delovanje enorotorskih helikopterjev pri letu naprej. Krak rotorja, ki se premika v isto smer kot helikopter (naprej) se imenuje napredujoči krak (advancing blade), tisti, ki se premika nazaj pa nazadujoči krak (retreating blade).
Ko helikopter lebdi, je relativna hitrost zraka na vseh krakih enaka in se ne pojavi nesimetrija. Ko pa se začne premikati naprej, ima naprej gibajoči krak večjo relativno hitrost zraka, nazaj gibajoči pa manjšo relativno hitrost, saj se hitrost premikanja helikopterja prišteje hitrosti napredujočega kraka in odšteje od hitrosti nazadujočega kraka. To povzroči nesimetrijo vzgona, zato mora imeti nazaj gibajoči krak večji vpadni kot od naprej gibajočega. Uravnoteženje vzgona po vsej površini rotorja je pomembno za stabilnost helikopterja.  
Prevelik vpadni kot na nazaj gibajočem kraku lahko povroči odtrganje zračnega toka na tem kraku in posledično izgubo vzgona - vrij na rotorju (ang. retreating blade stall, RBS). Zaradi tega pojava je največja hitrost helikopterja omejena. 
Pri koaksialnih in sinhropter rotorjih se efekt nesimetrije izenači, ker se rotorja vrtita v nasprotnih smereh.
Rotorji na ameriških helikopterjih se običajno vrtijo v nasprotni smeri urinega kazalca (gledano od zgoraj), pri ruskih (sojvetskih) in francoskih pa v smeri urinega kazalca. Obstajajo pa tudi izjeme.